# Кучкова, Галина Сергеевна
Галина Сергеевна Кучкова  (Трефилова; род. 22 августа 1957 года,
г. Глазов, Удмуртия, РСФСР, СССР) — советская российская гандболистка. Выступала за женский гандбольный клуб «Кубань»  (Краснодар), капитан в течение почти 10 лет. Чемпионка СССР (1989, 1992), серебряный призёр чемпионата СССР (1983, 1984, 1988), обладатель Кубка кубков европейских стран (1987, 1988).
Выступала за кубанский клуб с момента его профессионального выступления. В 1979 году  «Сельхозтехника» (Софья Алекьян, Лилия Глуховская, Наталья Гуськова, Галина Кучкова, Марина Проничева, Ирина Прохачёва, Валентина Степаненко, Ольга Степаненко, Ирина Трояновская, Татьяна Шохина, Любовь Ярославцева) завоёвывает путёвку в высшую лигу чемпионата СССР. В 1983 году спортсменка в составе клуба стала призёром  чемпионата СССР, в 1987 году обладательницей Кубка кубков европейских стран, в 1989 году чемпионкой СССР.